# A.C.M.
Pour les articles homonymes, voir ACM.

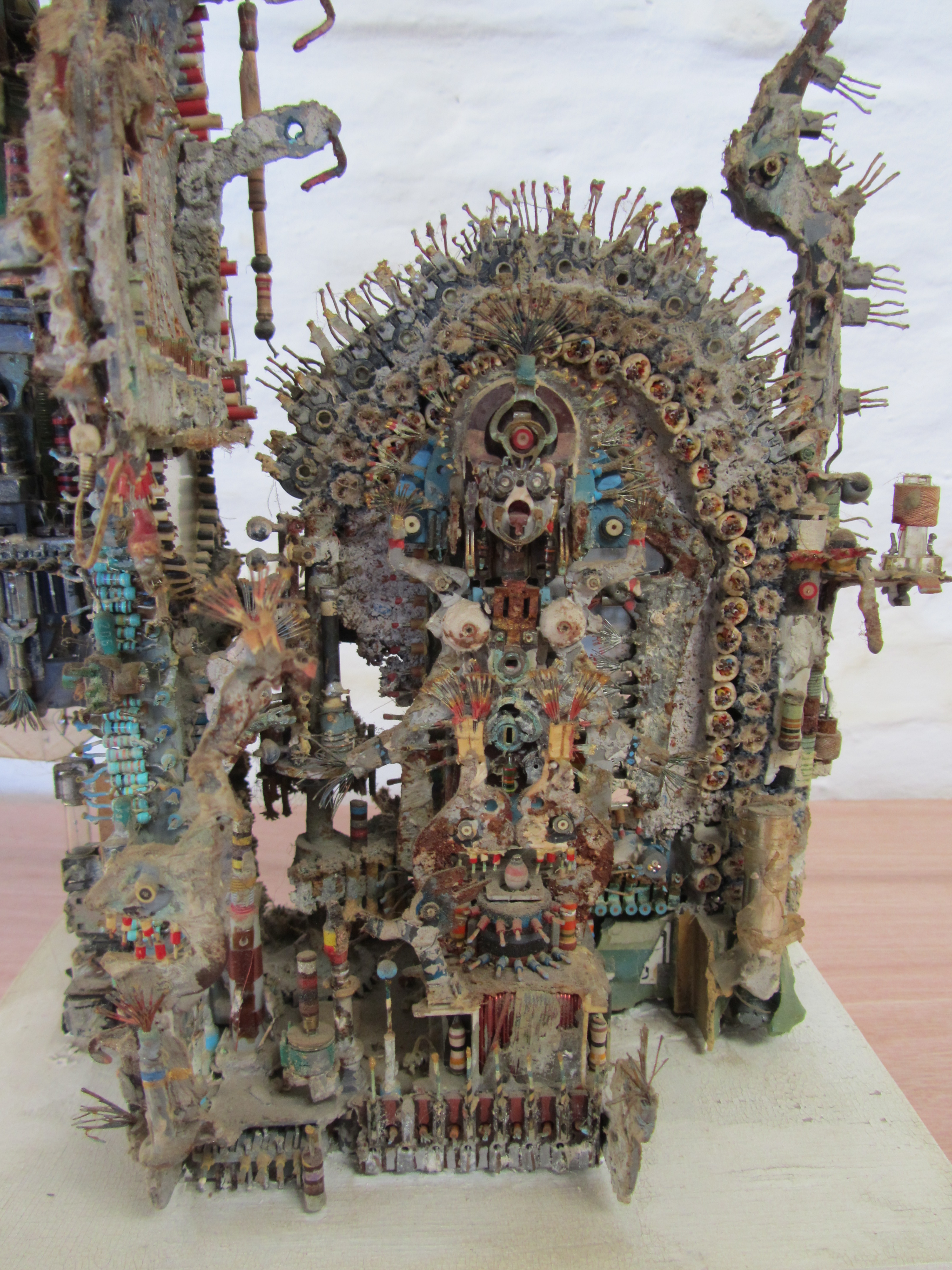
détail (photo Corinne Marie)

A.C.M est le nom d'artiste de Francis Marié, A pour Alfred "t'as l'bonjour d'Alfred",  C pour Corinne (son épouse) et M pour Marié. Né le 23 février 1951 à Hargicourt, c'est un créateur d'art brut français. 

## Biographie
Initialement destiné à devenir peintre en bâtiment, Francis Marié entre à l'école régionale supérieure d’expression plastique de Tourcoing en 1968, bien qu'il ne possède pas les diplômes nécessaires, et y reste pendant 5 ans. Dépressif, il détruit alors la plupart de ses réalisations et commet une tentative de suicide. En 1974, il rencontre Corinne qui devient sa compagne, et, deux ans plus tard, le couple s'installe dans l'ancienne manufacture de tissage du père de Francis qui a fait faillite il y a des années. Tout en restaurant le bâtiment, A.C.M. reprend son activité artistique. Totalement absorbé par ses créations, c'est Corinne qui fait le relais entre lui et le monde extérieur. D'abord très réticent à ce que ses œuvres quittent son atelier, il accepte petit à petit de participer à des expositions. Ses œuvres sont à présent connues internationalement.
Alfred est décédé le 18 août 2023.

## Œuvres
Les sculptures d'A.C.M. consistent en des assemblages minutieux de petites pièces métalliques, électroniques et plastiques extraites de machines à écrire, de transistors, de réveils, d'horloges, nettoyées, poncées, peintes puis dégradées par l'acide, la rouille et l'enduit. Il compose ainsi des machines et des architectures imaginaires peuplées de personnages étranges et d’animaux fantastiques. Souvent retravaillées, en alternant édification et oxydation, certaines de ses œuvres évoluent sans cesse et atteignent une dimension quasi organique. Présentes dans de nombreuses collections, une vingtaine d'entre elles est détenue par le Lille Métropole Musée d'art moderne, d'art contemporain et d'art brut (LaM).

## Filmographie
- A.C.M., de Guillaume Cliquennois, 26 min, Du film à retordre, 2004